# Черкаси (тральщик-шукач мін)
«Черкаси» (M311) — тральщик-шукач мін проекту «Sandown», який має увійти до складу Військово-морських сил України.

## Історія
Корабель був побудований для Королівського флоту Великої Британії у 2001 році. Введений у експлуатацію 20 липня 2002 року. До жовтня 2022 року проходив службу під назвою «HMS Shoreham (M112)».
«HMS Shoreham» у різні роки виконував завдання в складі 9 протимінного загону в Перській затоці (2012—2015, 2018—2021) та входив до Групи протимінних заходів НАТО (2017). У 2016 році корабель ставав на ремонт.
Вже у вересні 2022 року «HMS Shoreham» був помічений із написом «Черкаси», хоч формально ще входив до складу Королівського флоту. Корабель отримав назву та номер ідентичні втраченому після окупації Криму тральщику ВМСУ «Черкаси» проекту 266М.
У квітні 2024 року повідомили, що «Черкаси» і «Чернігів» тимчасово базуватимуться на військово-морській базі Портсмут у Великій Британії. Українські екіпажі на той час пройшли 18-місячні навчання на цих кораблях.

## Основні характеристики
- Водотоннажність: 450 тонн (повна)
- Довжина: 52,6 метрів
- Ширина: 10,5 метрів
- Осадка: 2,4 метрів
- Швидкість:
  - до 13 вузлів на дизельній силовій усновці
  - до 6,5 вузлів на електричній
- Екіпаж: 34 осіб
- Озброєння: 30-мм бойовий модуль та три кулемета калібром 12,7 мм
- Спеціальне обладнання: автоматизована система управління протимінними діями Atlas Elektronik IMCMS